# Kričke (Pakrac)
Kričke is een plaats in de gemeente Pakrac in de Kroatische provincie Požega-Slavonië. De plaats telt 45 inwoners (2001).